# Vieux-Ruffec
Vieux-Ruffec är en kommun i departementet Charente i regionen Nouvelle-Aquitaine i västra Frankrike. Kommunen ligger  i kantonen Ruffec som ligger i arrondissementet Confolens. År 2022 hade Vieux-Ruffec 108 invånare.

## Befolkningsutveckling
Antalet invånare i kommunen Vieux-Ruffec
Referens:INSEE